# مسابقات قهرمانی ملی فوتبال گینه
مسابقات قهرمانی ملی فوتبال گینه (انگلیسی: Guinée Championnat National) بالاترین سطح مسابقات فوتبال در کشور گینه است که از سال ۱۹۶۵ زیرنظر فدراسیون فوتبال گینه برگزار می‌شود.

## قهرمانی بر پایه باشگاه
|   | باشگاه      | شهر     | قهرمانی | سال |
| - | ----------- | ------- | ------- | --- |
| ۱ | هورویا      | کوناکری | ۲۰      | ۱۹۸۶, ۱۹۸۸, ۱۹۸۹, ۱۹۹۰, ۱۹۹۱, ۱۹۹۲, ۱۹۹۴, ۲۰۰۰, ۲۰۰۱, ۲۰۱۱, ۲۰۱۲, ۲۰۱۳, ۲۰۱۵, ۲۰۱۶, ۲۰۱۷, ۲۰۱۸, ۲۰۱۹, ۲۰۲۰, ۲۰۲۱, ۲۰۲۲ |
| ۲ | هافیا       | کوناکری | ۱۶      | ۱۹۶۶, ۱۹۶۷, ۱۹۶۸, ۱۹۷۱, ۱۹۷۲, ۱۹۷۳, ۱۹۷۴, ۱۹۷۵, ۱۹۷۶, ۱۹۷۷, ۱۹۷۸, ۱۹۷۹, ۱۹۸۲, ۱۹۸۳, ۱۹۸۵, ۲۰۲۳                         |
| ۳ | کالوم استار | کوناکری | ۱۳      | ۱۹۶۵, ۱۹۶۹, ۱۹۷۰, ۱۹۸۰, ۱۹۸۱, ۱۹۸۴, ۱۹۸۷, ۱۹۹۳, ۱۹۹۵, ۱۹۹۶, ۱۹۹۸, ۲۰۰۷, ۲۰۱۴                                           |
| ۴ | فلو استار   | Labé    | ۴       | ۲۰۰۶, ۲۰۰۸, ۲۰۰۹, ۲۰۱۰                                                                                                 |
| ۵ | ستلیت       | کوناکری | ۲       | ۲۰۰۲, ۲۰۰۵ |
| ۶ | ASFAG       | کوناکری | ۱       | ۲۰۰۳ |